# Enköping (comuna)
Enköping (em sueco: Enköpings kommun;  pronúncia) ou Encopinga é uma comuna da Suécia localizada no condado de Uppsala. 
Sua capital é a cidade de Enköping. 
Possui 1 178 quilômetros quadrados e tem uma população de 45 287 habitantes (2020).
Está localizada a uns 60 km a noroeste de Estocolmo.

## Localidades principais
Localidades com mais população da comuna (2018):

- Enköping – 23 402 habitantes
- Örsundsbro – 1 385 habitantes
- Grillby – 1 040 habitantes

## Economia
A economia da comuna está baseada na indústria manufatureira e nos serviços.

## Comunicações
A comuna de Enköping é atravessada pela estrada europeia E18 (Karlstad-Estocolmo) e pela ferrovia Estocolmo-Västerås-Örebro-Hallsberg (Linha do Mälaren).

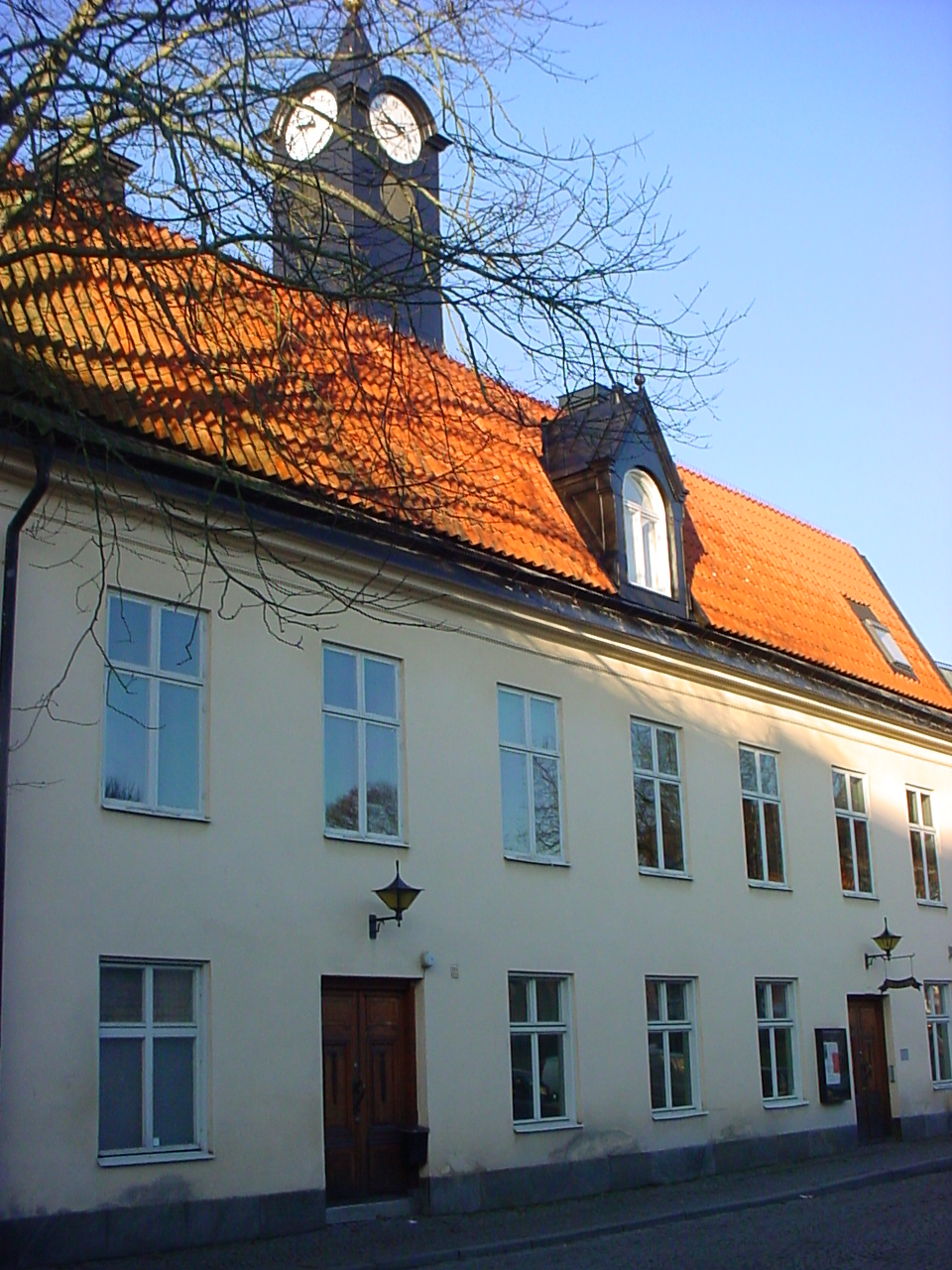
A Câmara Municipal da comuna (Prefeitura) em Enköping.
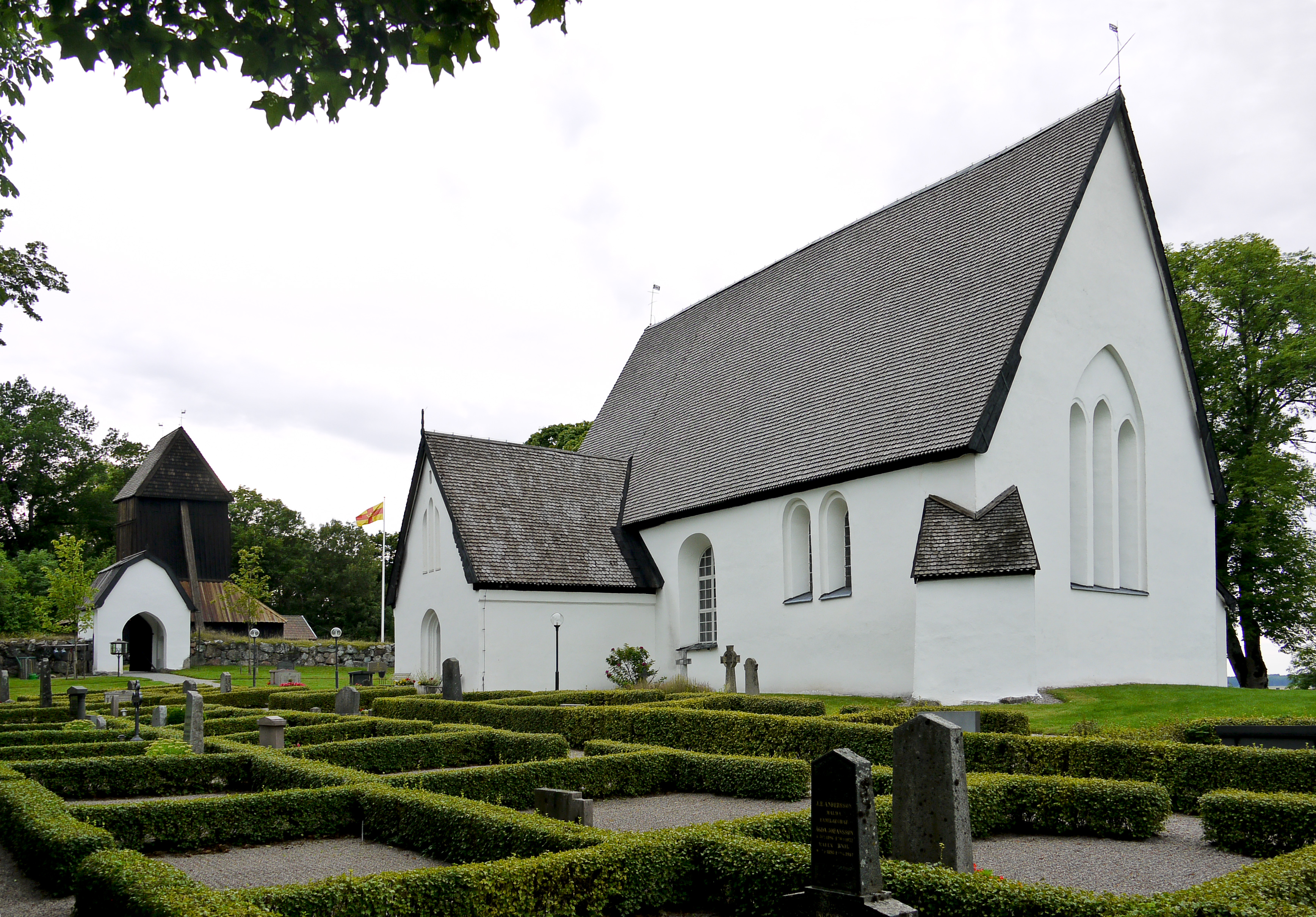
A igreja de Härkerberga.